# Janette Rallison
Janette Rallison (ur. 1 kwietnia 1966) – amerykańska pisarka tworząca młodzieżowe i dorosłe powieści romantyczne, fantastycznonaukowe oraz fantasy.
Obok swojego nazwiska, publikowała książki fantastycznonaukowe i fantasy pod pseudonimem C. J. Hill oraz powieści romantyczne dla dorosłych jako Sierra St. James.

## Życiorys
Rallison urodziła się 1 kwietnia 1966 roku. Dorastała w małym mieście Pullman, w Waszyngtonie, w Stanach Zjednoczonych. Później przeprowadziła się do miejscowości Chandler w stanie Arizona. Zaczęła pisać w wieku 6 lat. Ukończyła nauczanie języka angielskiego na Uniwersytecie Brighama Younga. Ma piątkę dzieci. Jej syn Robert James Rallison znany pod pseudonimem TheOdd1sOut tworzy komiksy internetowe oraz publikuje filmy animowane na platformie YouTube.
Swoją karierę pisarską rozpoczęła pisząc powieści dla wydawnictw Kościoła Jezusa Chrystusa Świętych w Dniach Ostatnich tworząc pod pseudonimem Sierra St. James. Jednakże jej kariera rozwinęła się gdy, po nabyciu praw do swoich wcześniejszych książek, zaniosła je do innego wydawnictwa ponownie je publikując po przeredagowaniu ich i zamianie tytułów.

## Tematyczność
Książki Rallison mają podnosić czytelnika na duchu i mieć optymistyczny charakter. Na swojej stronie stwierdziła, że nie umieszcza symboliki w swoich książkach, dodając przy tym, że rozpowszechniony jest w nich motyw przebaczenia.

## Książki
- Deep Blue Eyes and Other Lies (1996)
- Dakota’s Revenge (1998)
- Playing the Field (2002)
- All’s Fair in Love, War, and High School (2003)
- Life, Love, and the Pursuit of Free Throws (2004)
- Fame, Glory, and Other Things on My To-Do List (2005)
- Mój zwariowany świat (ang.: It’s a Mall World After All) (2006)
- How to Take the Ex Out of Ex-Boyfriend (2007)
- Can You Keep a Secret? Ten Stories about Secrets (contributor) (2007)
- Revenge of the Cheerleaders (2002)
- My Fair Godmother (2009)
- Just One Wish (2009)
- My Double Life (2010)
- My Unfair Godmother (2011)
- Blue Eyes and Other Teenage Hazards (rewizja książki Deep Blue Eyes z 2011 roku[8])
- A Longtime (and at one point Illegal) Crush (2013)
- Son of War, Daughter of Chaos (2014)
- Summer in New York (2013)
- My Fairly Dangerous Godmother (2015)
- The Girl Who Heard Demons (29 marca 2016)
- The Wrong Side of Magic (23 sierpnia 2016)
- How I Met Your Brother (1 listopada, 2016)

### Jako C. J. Hill
- Slayers (2011)
- Friends and Traitors (2013)
- Slayers: Playing with Fire (2016)
- Slayers: The Dragon Lords (2018)
- Slayers: Into the Firestorm (2018)
- Erasing Time (2012)
- Echo in Time (2013)

### Jako Sierra St. James
- Trial of the Heart (1999)
- Masquerade (2001)
- What the Doctor Ordered (2004)